# Syndrom Popelky
Tzv. syndrom Popelky (anglicky Cinderella effect) je v evoluční psychologii údajná vyšší hladina agresivity u náhradních rodičů než u rodičů biologických.[zdroj?] Jméno pochází od Popelky, jedné z mnoha pohádkových postav pod tlakem tohoto jevu. Evoluční psychologové tento efekt popisují například u primátů, u kterých je zabíjení cizích potomků běžné. V praxi je téma ovšem stále kontroverzní.

## Teorie evoluční psychologie
Evoluční psychologové Martin Daly a Margo Wilson předložili názor, že tento účinek je přímým důsledkem moderní evoluční teorie inkluzivního fitness, zvláště teorie rodičovské péče. Argumentovali tím, že ostatní rodičovské pudy (vyvinuté v souvislosti s rodičovstvím) jsou příliš rozvinuté, než aby nehrál roli takto silný selekční tlak.

### Daly a Wilson
Nejvíce dat o zacházení náhradních rodičů s dětmi bylo získáno studiemi Martina Daly a Margo Wilsona, kteří na základě údajů instituce American Humane Association (AHA) nalezli přes dvacet tisíc případů domácího násilí u nevlastních rodičů. Wilson a Daly z toho vyvozují, že "je sedmkrát pravděpodobnější, že se dítě mladší, než tři roky, které žilo v roce 1976 ve Spojených státech s jedním biologickým a jedním nevlastním rodičem, stane obětí domácího násilí, než že se touto obětí stane obdobné dítě se dvěma biologickými rodiči".

## Kritika

### David Buller
Filozof vědy David Buller Popelčin efekt zařadil do své kritiky evoluční psychologie a data Dalyho a Wilsona ve svém pojednání kritizuje. Namítá, že evoluční psychologie se chybně pokouší objevit lidské psychologické adaptace spíše, než "evoluční příčiny psychologických znaků". Buller také argumentuje, že studie Dalyho a Wilsona z roku 1985 zahrnuje Kanadské případy sexuálního obtěžování stejně jako případy nevědomého opomíjení péče, jako nezapínání bezpečnostního pásu dítěti v autě. Buller tvrdí, že nevědomé opomíjení nespadá pod nebezpečné chování vůči potomkům v péči, a měl by být nazýván spíše maltreatment, tedy spíše jen ne tak pečlivou péčí. Buller také říká, že protože sexuální a fyzické násilí nejsou příliš často kombinovány, je iracionální předpokládat, že je chování spojeno se stejným typem psychologických mechanismů, jako vražda. Buller také poukazuje na fakt, že závěr, že nebiologičtí rodiče jsou náchylnější k násilí na dětech popírají výzkumy, podle kterých adoptivní rodiče fyzicky trestali své děti naopak nejméně. Daly a Wilson na námitku odpověděli, že Buller zaměňuje teoretické modely a empirické studie.
Buller také zmiňuje kritiku zpracování dat jako zpracování úmrtních listů a vyzdvižení nepodstatných údajů. Daly a Wilson na tuto Bullerovu poznámku odpověděli, že kritizované zdroje jsou pouze nepodstatným vzorkem jejich dat.

### Temrin a kol. a kritika Švédské studie
Daly a Wilson podle svých prací vycházeli částečně dat o dětských vraždách ve Švédsku mezi lety 1975 a 1995, která z hypotézou jejich studie souhlasí. Metastudie z roku 2000, kterou sepsal Temrin a jeho kolegové namítá, že Daly a Wilson klasifikovaly dětské vraždy bez toho, aby skutečně zkoumali genetickou příbuznost rodičů, kdo skutečně spáchali vraždu. Ve Švédské studii na biologických a nebiologických rodičích, jenom ve dvou případech ze sedmi byl útočníkem skutečně nevlastní rodič, což stojí jasně proti hypotéze Popelčina efektu.
Daly a Wilson také nezkoumali další možnosti interpretace výsledků Švédské studie - například pokud by platila korelace odlišné rasy adoptivních rodičů a zvýšeného násilí, byl by výsledek narušený, přestože by platila i korelace náhradní péče a zvýšeného násilí.

### Alternativní hypotézy
Několik výzkumů si všimlo některých odlišných závislostí násilí na dětech všimlo. Daly a Wilson nicméně tvrdí, že i kdyby evoluční psychologie nenašla žádnou shodu s jejich, nálezy, výsledky výzkumu to neznehodnocuje.
Burgess a Drais považuje maltreatment jako příliš komplexní na kompletní vysvětlení genetických sounáležitostí a cituje mnohé další studie nacházející podobné korelace i se faktory sociálními, ekologickými a obecné charakteristiky dětí. Nicméně také dodávají, že tyto znaky jsou jednoduše pouze náznaky, z nichž nelze odvozovat přímý evoluční původ. Temrin a jeho kolegové také poukazují na další problémy potenciálně spojenými s násilím na dětech, předchozí obvinění, nadužívání léků, prohrané soudy nebo problémy s mentálním zdravím.
Roku 1984, Giles-Sims a David Finkelhor kategorizoval a ohodnotil pět možných hypotéz, které by mohly efekt vysvětlit: „sociálně-evoluční teorie“, „nominativní teorie“, „stresová teorie“, „teorie zdrojů“ a „selekční faktory“, což indikuje, že od evoluční výhodnosti znaku k jeho plnému projevu v populaci vede ještě dlouhá cesta. Nicméně hypotéza dosud na náhradních pěstounech empiricky testována nebyla, takže se zatím jedná jen o teoretický model.